# Західний Сибір – Урал – Поволжя
Західний Сибір – Урал – Поволжя – трубопровід, призначений для транспортування зріджених вуглеводневих газів (ЗВГ).
В першій половині 1980-х очікувалось введення в дію Сургутського заводу стабілізації конденсату та, як наслідок, стрімке зростання виробництва фракції С3+ (у російській термінології відома як широка фракція легких вуглеводнів, ШФЛУ). В той же час, потужні майданчики з розділення ШФЛУ в Татарстані – Міннібаєвський ГПЗ та установки фракціонування Нижньокамського нафтохімічного комбінату – потерпали від нестачі сировини. Як наслідок, виник проект передачі нафтопроводу «Західний Сибір – Урало-Поволжя» довжиною 1852 км та діаметром 720 мм, що знаходився на етапі будівництва, під транспортування ШФЛУ.
В 1984-му стала до ладу ділянка Сургут – Балик завдовжки 110 км та діаметром 500 мм, а у 1985-му ввели в дію перепрофілійований трубопровід. Річна потужність системи мала становити 5,5 млн тон, при цьому джерелом поставок ШФЛУ також могли бути Сургутський ГПЗ і Південно-Балицький ГПЗ, а великим споживачем – потужна установка фракціонування у Тобольську.
4 червня 1989-го через витік вуглеводнів із наступним вибухом в Башкирії поблизу міста Аша загинули понад п’ять сотень пасажирів двох потягів. Ця катастрофа призвела до зупинки роботи всієї західної частини системи. Східна ділянка продовжувала роботу, при цьому в 2000-х роках до неї подали додатковий ресурс із продуктопроводу Нижньовартовськ – Південний Балик. 
На початку 2010-х представники Татарстану та Башкирії на тлі зростання виробництва ШФЛУ в Західному Сибіру підняли питання про реанімацію продуктопроводу, проте власник більшості цього ресурсу нафтохімічний холдинг «Сибур» віддав перевагу розширенню свого тобольського майданчику зі створенням на ньому похідних виробництв (при цьому також проклали додатковий продуктопровід для ШФЛУ Пуровськ – Ноябрьськ – Південний Балик – Тобольськ).